# Biserica fortificată din Axente Sever
Biserica evanghelică fortificată din Axente Sever, județul Sibiu, a fost construită în secolul al XIII-lea. Biserica figurează pe lista monumentelor istorice 2010, cod LMI SB-II-a-A-12321 cu următoarele obiective:
- cod LMI SB-II-a-A-12321.01 - Biserica evanghelică fortificată, secolul XIV - XV;
- cod LMI SB-II-a-A-12321.02 - Incintă fortificată, cu fostul turn de poartă, sfârșitul secolului XV- XVI;

## Localitatea
Axente Sever, mai demult Frâua, (în dialectul săsesc Franderf, Frândref, Frandref, în germană Frauendorf, în maghiară Asszonyfalva) este un sat în partea de nord a județului Sibiu, în Podișul Târnavelor, reședința comunei Axente Sever.
În 1931, cu ocazia sau sub pretextul comemorării a 25 de ani de la moartea revoluționarului pașoptist Ioan Axente Sever, numele localității Frâua a fost schimbat în Axente Sever. Frâua a fost o comună liberă în Scaunul Mediașului, ulterior în plasa Mediaș din cadrul județului Târnava Mare. Cu ocazia restaurării bisericii, s-au descoperit în turn o serie de documente în care regăsește mențiunea că în anul 1819, în localitatea Frâua erau 132 de gospodării. Din cauza declinului demografic având diverse motive inclusiv politice după anul 1940, se constată cu ocazia recensământul din 2004 că în localitate mai existau doar trei sași. În acest an în incinta bisericii mai trăia un cuplu (un ungur și o româncă) ca îngrijitori ai bisericii și ca ghizi pentru turiști.

## Biserica

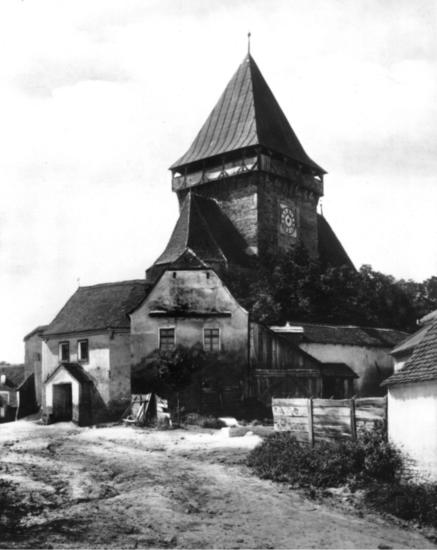
Imagine istorică

Biserica este de tip sală și are particularitatea intercalării unui turn între sală și corul poligonal. 
Biserica fortificată din Frâua este menționată pentru întâia dată în 1322. Lăcașul, cu hramul Tuturor Sfinților, este o biserică-sală cu nava pătrată și cu cor pentagonal și a fost construit în secolul al XIV-lea. Este una din puținele biserici din Transilvania care au turnul clopotniță deasupra corului (exemple similare găsindu-se la Agârbiciu, Ocna Sibiului și Turnișor). Corul bisericii este cea mai veche structură din întregul ansamblu fortificat, el este boltit în cruce și este construit cu piatră de carieră. Nava centrală prezintă o boltă pe ogive cu nervuri cu secțiune pătrată din piatră, boltă care se termină într-o cheie de boltă cu rozetă. Pe latura vestică, exterior, se pot vedea patru contraforți masivi care odinioară erau mai mici. Bolta corului nu are nervuri, ea fiind construită din cărămidă și are ridicate deasupra ei cele trei caturi ale turnului ce are drum de strajă scos pe console de lemn. Întreaga greutate a turnului se lasă pe arcele frânte din piatră care delimitează spre est și vest corul, precum și pe pereții nordici și de sud, pereți a căror grosime este substanțială. Alipit de latura sudică a corului, care avea o absidă spre est, s-a construit o capelă, accesul spre ea fiind făcut prin intermediul unui ancadrament de piatră cu forma unui arc frânt ce pornește de pe latura sudică a corului. Corul a avut odinioară cinci ferestre care se terminau cu ogive traforate, două dintre ele fiind astăzi zidite. Azi niciuna dintre ferestre nu mai păstrează forma originală. O dată cu înmulțirea invaziilor turcești de la sfârșitul secolului al XV-lea, s-a început fortificarea bisericii. Astfel, nava, altarul și absida au fost supraînălțate cu un nivel, ele afișând două rânduri de metereze. Prin etajul al doilea al turnului se face comunicarea între cele două spații aflate deasupra absidei și a navei. Contraforții aflați pe latura de vest a navei au fost uniți prin arce făcute din cărămidă, creându-se astfel micile guri de turnare ce apărau intrarea semicirculară. Șanțurile de glisare ale hersei se mai observă și astăzi pe contraforți. Clopotele au fost mutate sub acoperișul care de altfel a acoperit ferestrele geminate.
Interiorul a fost modificat în 1777, an în care s-au construit două tribune, una spre cor și una spre orgă care se sprijină pe trei arcade semicilindrice. La cea de a doua tribună se ajunge prin intermediul unei scări săpate în grosimea zidului nordic al sălii, ușa aflându-se la o înălțime de trei metri și jumătate deasupra podelei. Se pot observa picturi cu îngeri muzicanți pe balustrada tribunei vestice, totul având nuanțe alternate de verde și roșu. O a doua scară poate fi văzută cum duce spre etajul de apărare, ea aflându-se în grosimea zidului nord-vestic al sălii. Pe latura nordică a sălii s-a construit o intrare protejată de un portic cu arcade semicirculare, datarea sa nefiind stabilită încă.

## Fortificația
Incinta, construită simultan cu lucrările de fortificare ale bisericii, are un traseu oval, curtinele, înalte de 6-8 m, fiind prevăzute cu metereze și contraforți. La interior, zidurile par mai scunde, din cauza nivelului ridicat al curții. Drumul de strajă a fost adus deasupra magaziilor cu provizii. Acestea au prin intermediul unor deschideri efectuate în tavan acces la drumul de strajă. Astfel de magazii s-au construit și pe latura estică și nordică spre exterior. Intrarea în incintă se face pietonal prin partea sud-vestică precum și prin est prin bastionul prevăzut cu o hersă unde nivelul superior a fost destinat ulterior folosirii sale drept locuință a paznicului ansamblului fortificat.
De menționat este că pe al treilea contrafort situat spre estul accesului pietonal, se păstrează un basorelief comemorativ care înfățișează două mâini ce țin un potir, Biblia și Tablele Legii.

## Galerie de imagini

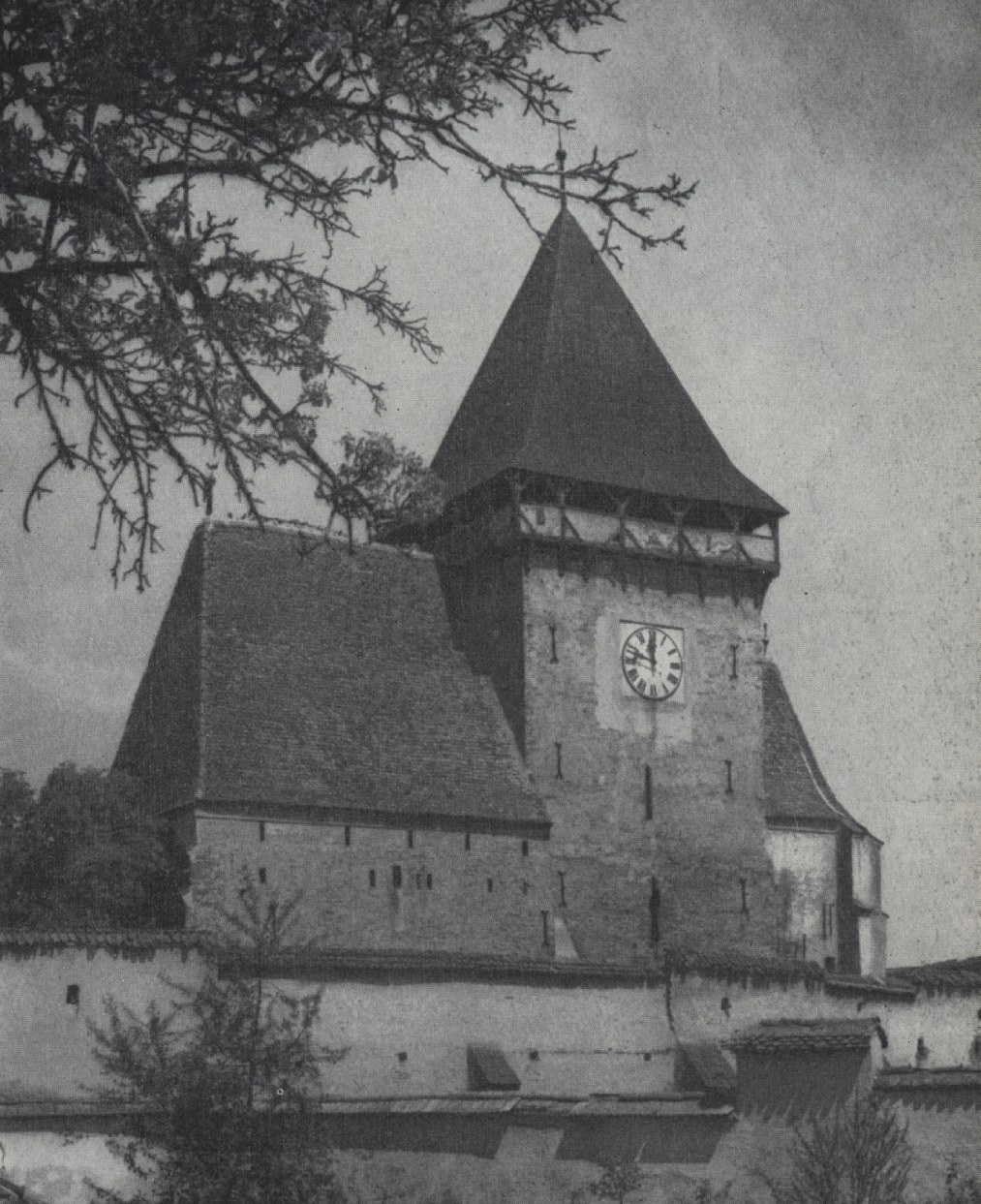
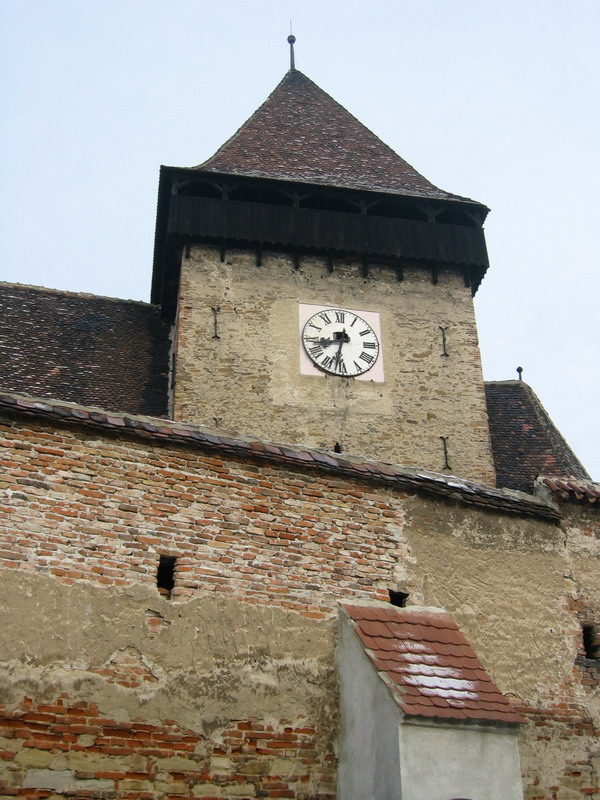
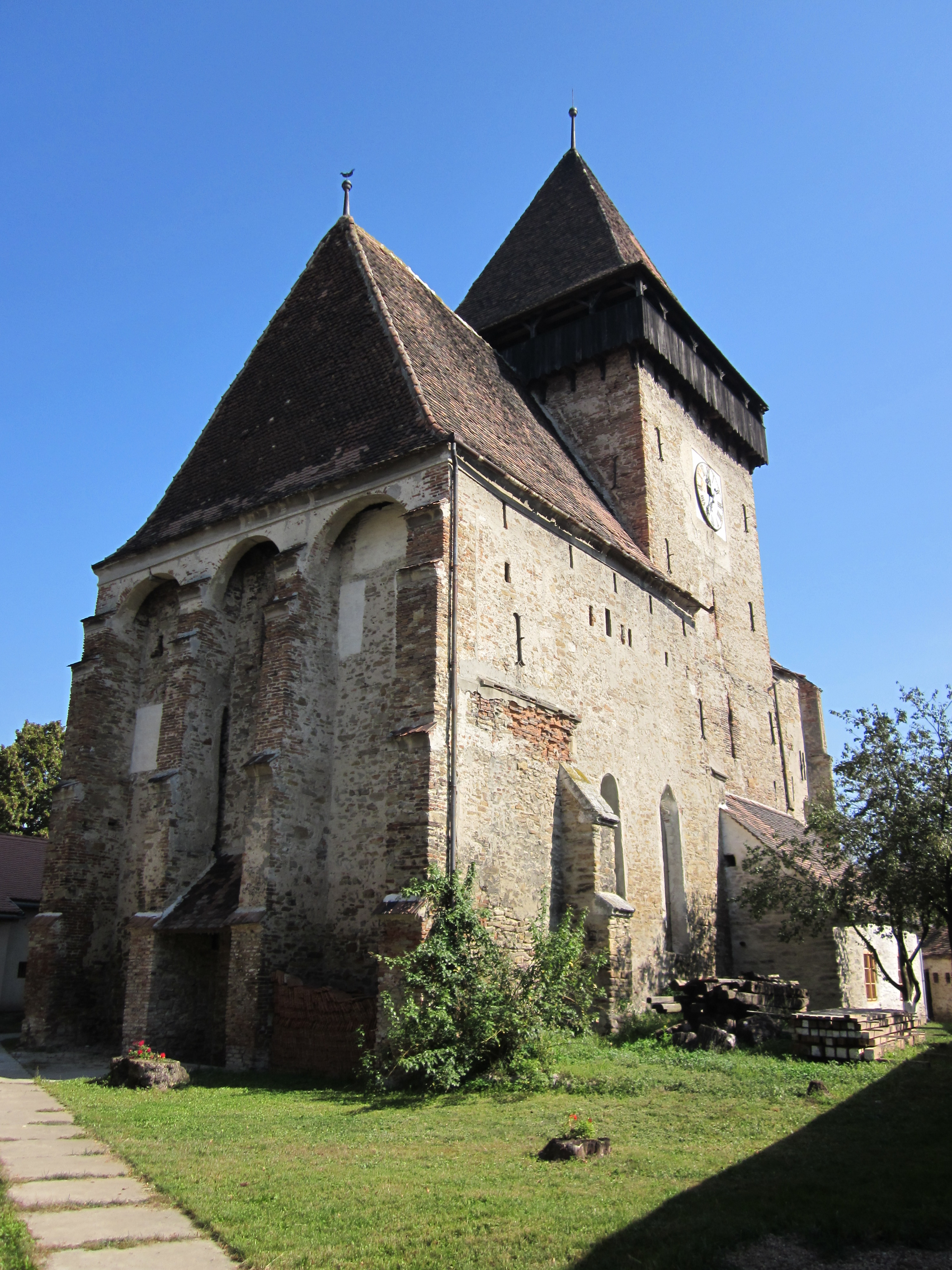
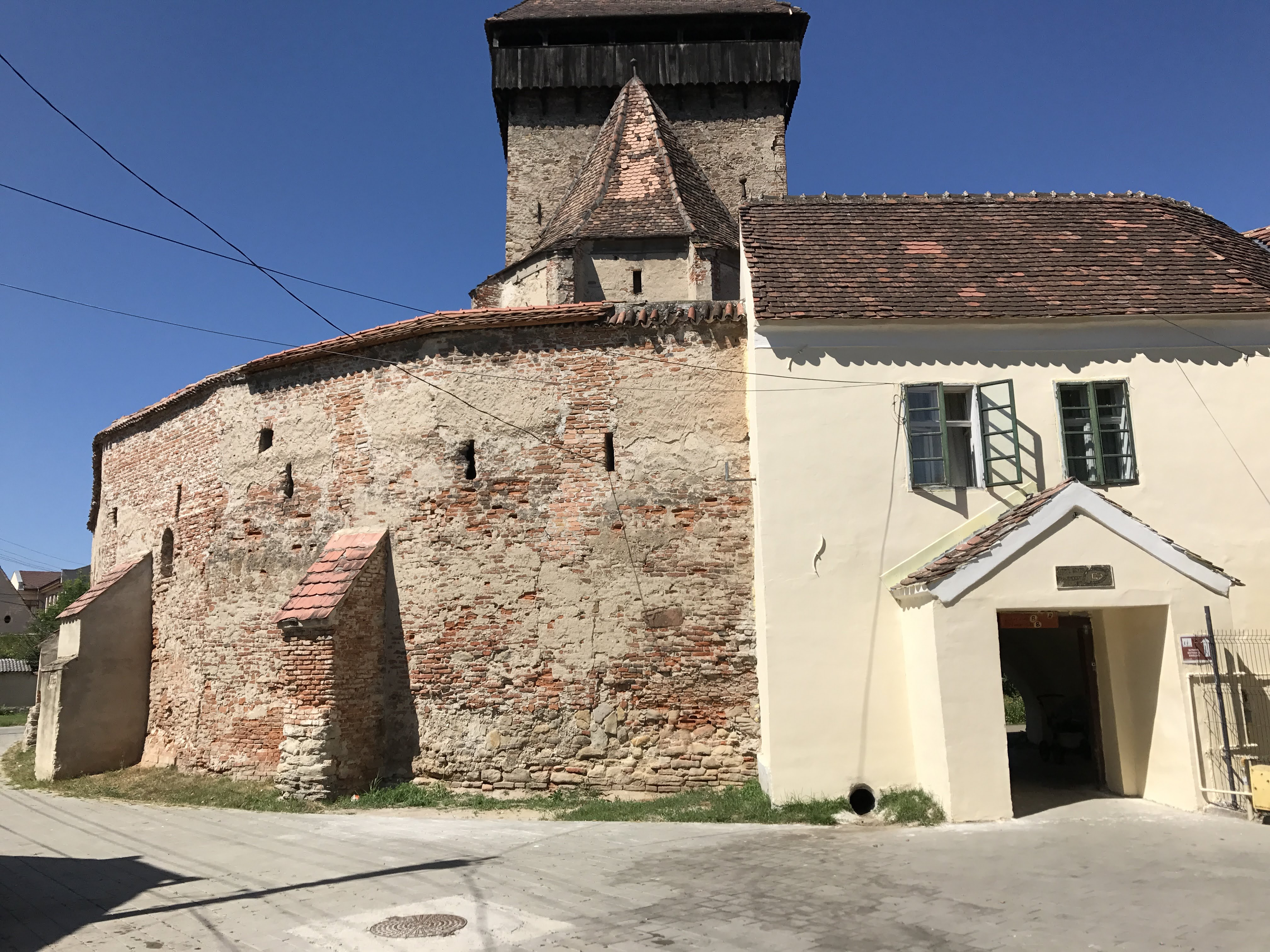
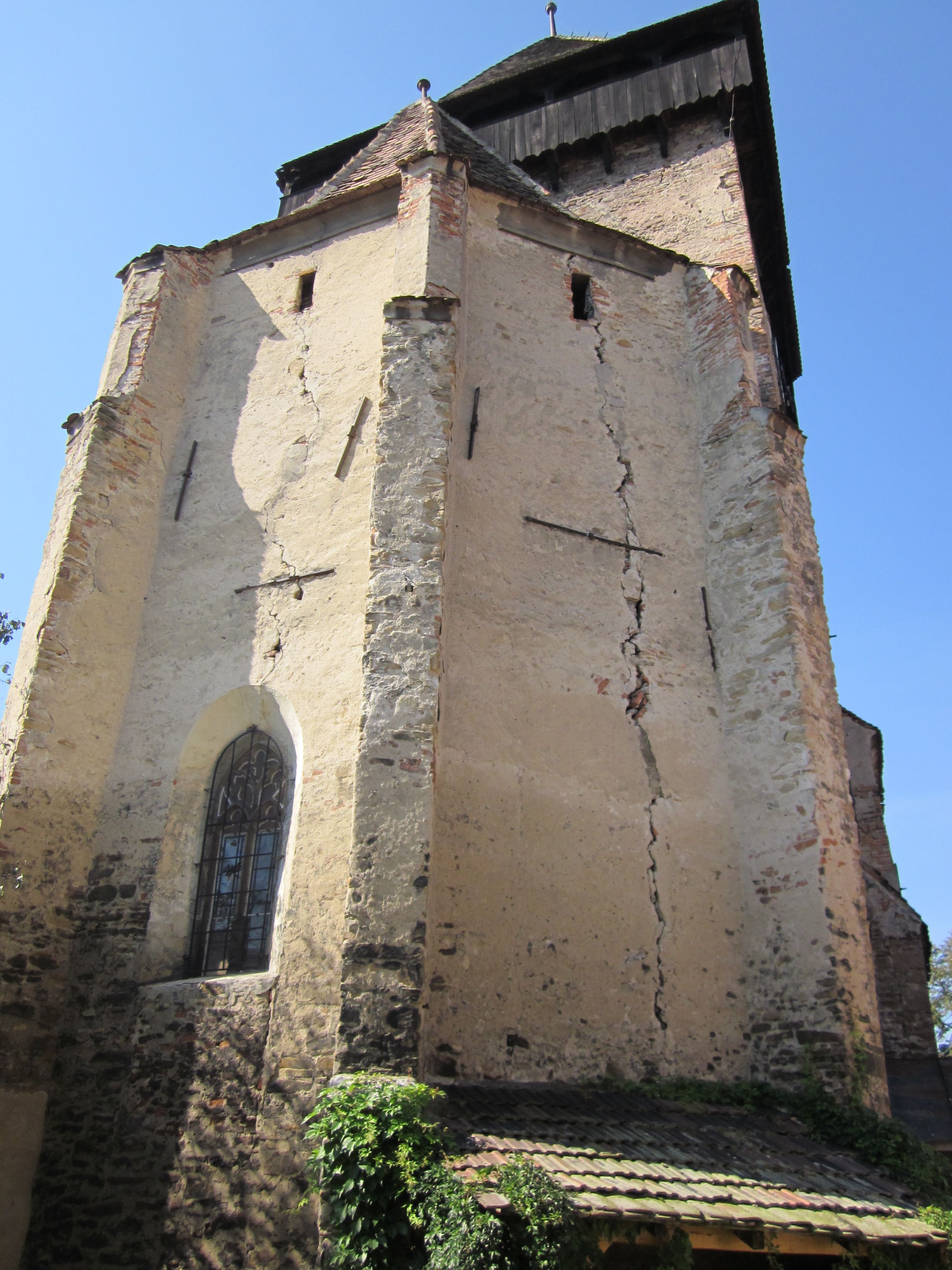
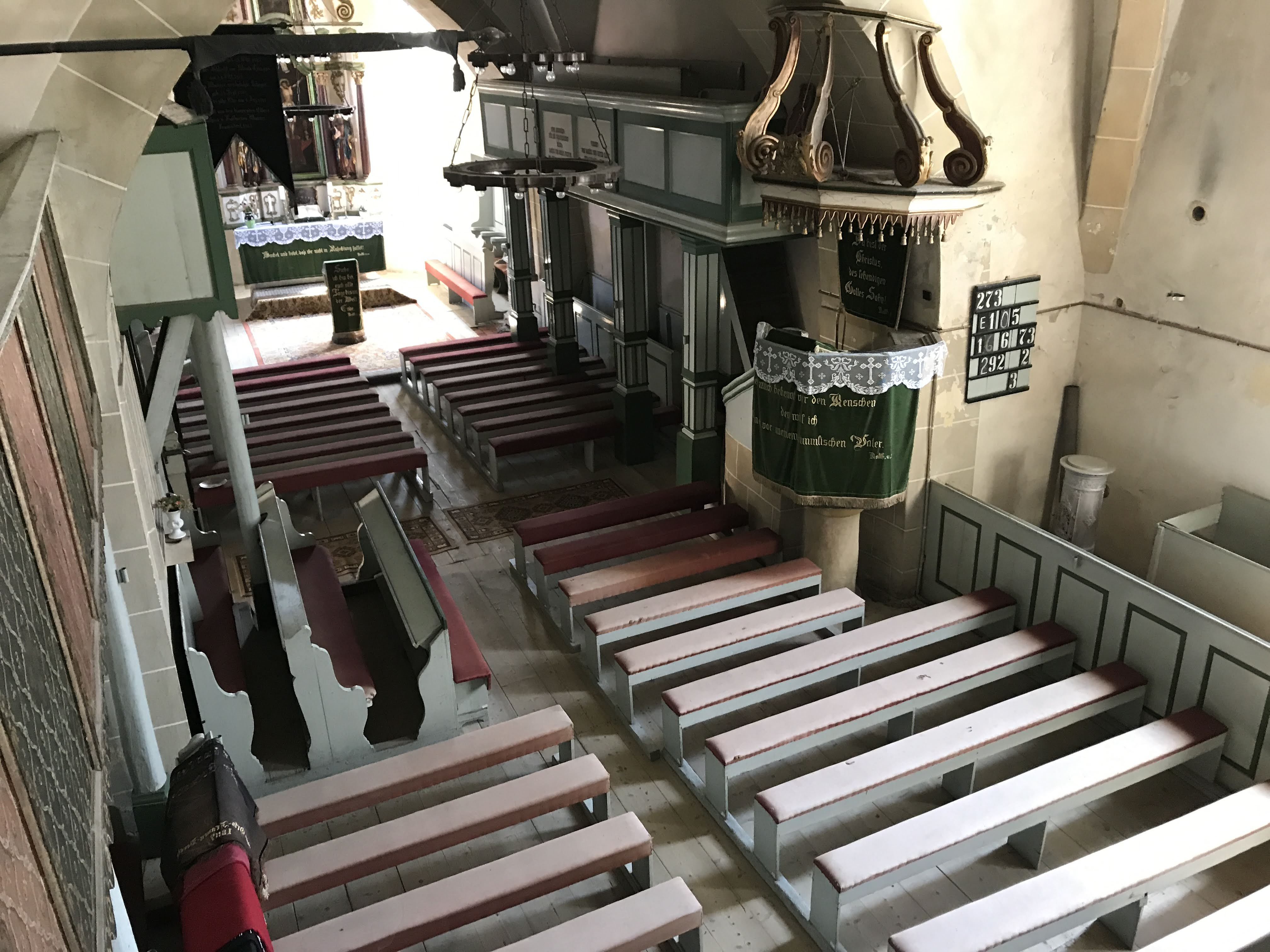
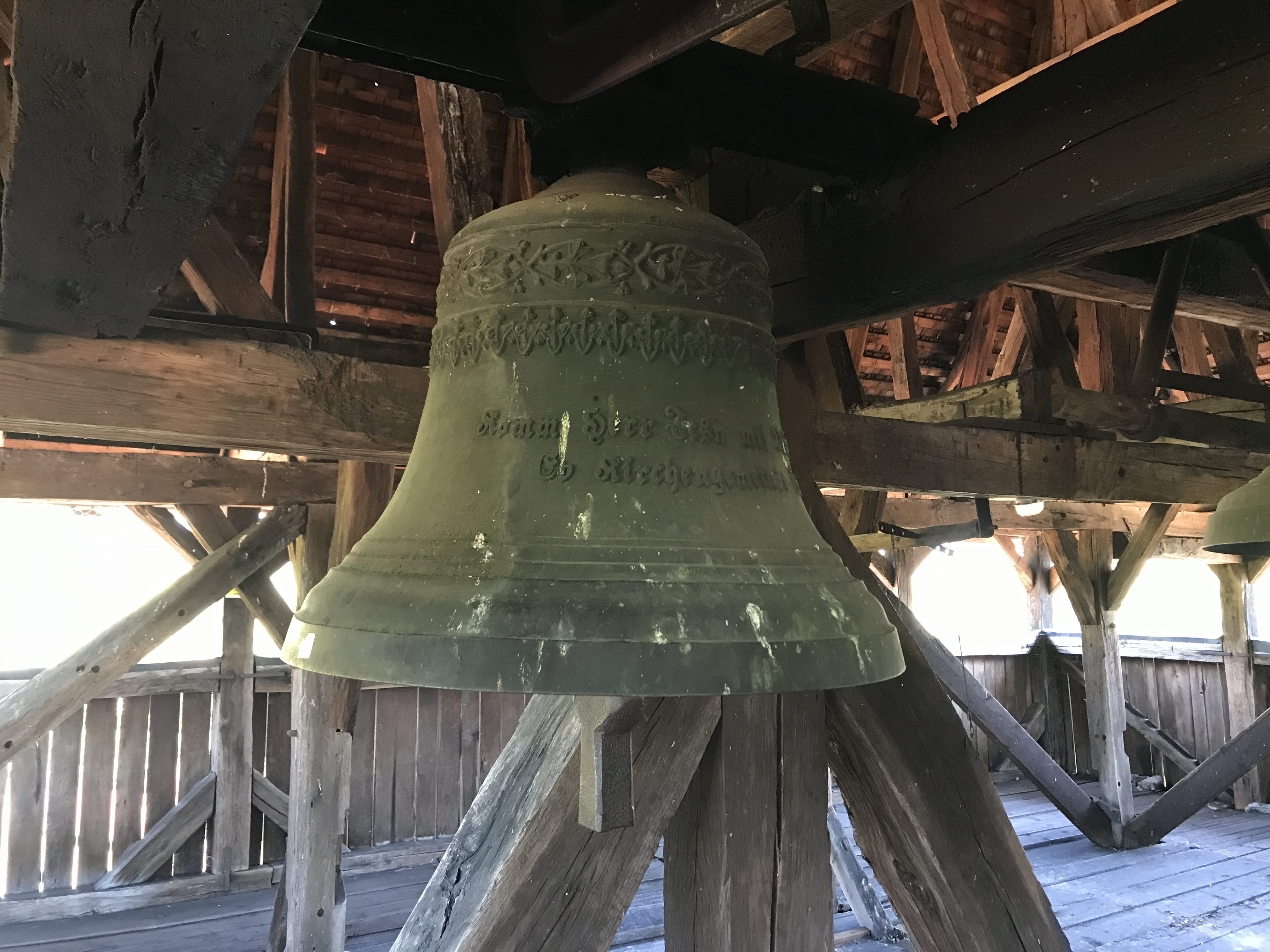
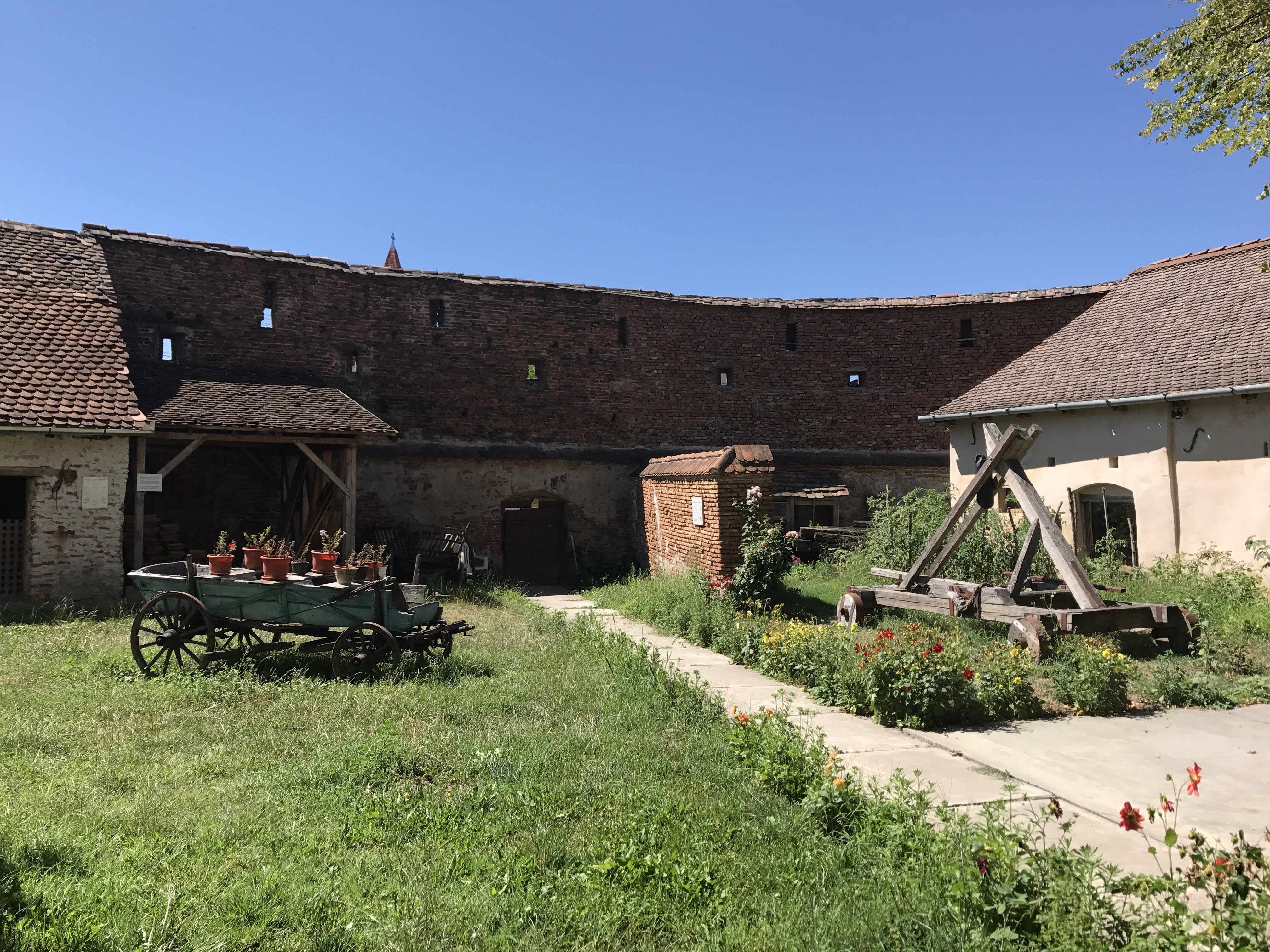